# ボブ・シール
ボブ・シール（Bob Thiele、1922年7月27日 - 1996年1月30日）は、アメリカの音楽プロデューサー。ペンネームにジョージ・ダグラス (George Douglas) があり、この名義でルイ・アームストロングの『この素晴らしき世界』を作詞作曲している。
妻は歌手のテレサ・ブリュワー。

## 来歴

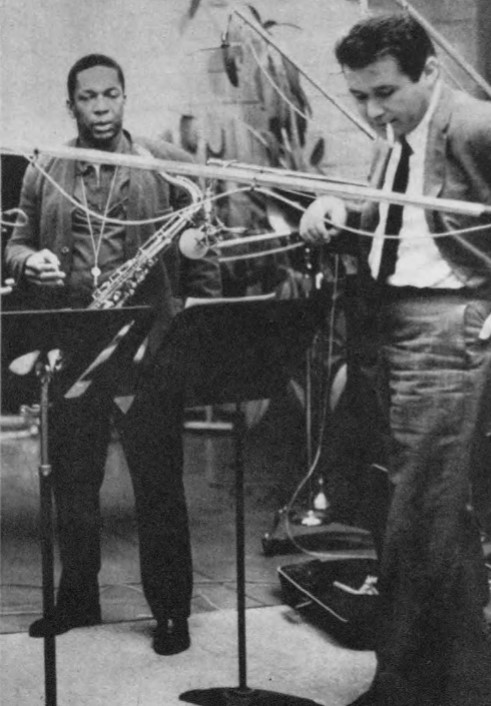
ジョン・コルトレーンとボブ・シール

14歳の時にジャズのラジオ番組を主催。彼はクラリネットも演奏し、ニューヨーク地区でバンドを率いていた。17歳の時にシグネチャー・レコードを創設し、レスター・ヤングやエロール・ガーナー、コールマン・ホーキンスを録音した。シグネチャー・レコードは1948年に倒産、1952年にシールはデッカ・レコードに移り、デッカの子会社のコーラル・レコードのA&Rマネージャーを務める。
1961年にインパルス!レコードの創設者、クリード・テイラーがヴァーヴ・レコードに移ったため、後継として着任。ジョン・コルトレーンやチャールズ・ミンガス、ディジー・ガレスピー、ソニー・ロリンズ、アーチー・シェップ、アルバート・アイラー等をプロデュース、録音する。
1969年にインパルスより独立し、RCAレコードの配給の元、フライング・ダッチマン・レコードを創設。後にRCAはBMGに売却され、現在はフライング・ダッチマンは米ソニー・ミュージックエンタテインメントの一部にある。1972年に歌手のテレサ・ブリュワーと結婚する。
1983年にドクター・ジャズ・レコードを創設し、1988年にRCAレコードに売却。
晩年の1990年代初頭にレッド・バロン・レコードを創設し、1995年には回顧録『What a Wonderful World』を発表。翌年1月30日に死去した。
あまり知られていないが、自らの作品をインパルスとフラング・ダッチマンで発表している。

## ディスコグラフィ

### アルバム
- Thoroughly Modern (1967年、ABC) ※ボブ・シール・アンド・ヒズ・ニュー・ハッピー・タイムズ・オーケストラ名義
- Do The Love (1967年、ABC) ※ボブ・シール・アンド・ヒズ・ニュー・ハッピー・タイムズ・オーケストラ名義
- 『ハートに火をつけて』 - Light My Fire (1968年、impulse!) ※ボブ・シール・アンド・ヒズ・ニュー・ハッピー・タイムズ・オーケストラ名義
- 『ヘッド・スタート』 - Head Start (1969年、Flying Dutchman) ※ボブ・シール・エマージェンシー名義
- Those Were The Days (1973年、Flying Dutchman) ※ボブ・シール・アンド・ヒズ・ニュー・ハッピー・タイムズ・オーケストラ名義
- I Saw Pinetop Spit Blood (1975年、Flying Dutchman) ※ボブ・シール & ヒズ・オーケストラ名義
- The Twenties Score Again (1984年、Columbia) ※ボブ・シール・アンド・ヒズ・ニュー・ハッピー・タイムズ・オーケストラ名義